# 冰島友好城市或姐妹城市列表

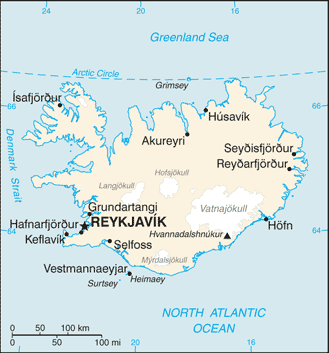
冰島地圖

本列表為有跟冰島城市結為友好城市（通常為歐洲城市）或姐妹城市（通常為其他地方的城市）的外國城市列表。

## A
阿克拉內斯
- 挪威班布勒
- 芬蘭奈爾珀斯
- 格陵蘭卡科爾托克
- 法羅群島瑟沃格市鎮
- 丹麥岑訥市鎮
- 瑞典韋斯特維克市鎮

阿克雷里
- 挪威奥勒松
- 美國丹佛
- 加拿大吉姆利市鎮（英语：Rural Municipality of Gimli）
- 冰島哈布納菲厄澤
- 芬蘭拉赫蒂
- 格陵蘭納薩克
- 丹麥蘭訥斯市鎮
- 法羅群島沃格
- 瑞典韋斯特羅斯市鎮

阿堡
- 挪威阿倫達爾
- 瑞典卡爾馬市鎮
- 芬蘭薩翁林納

## B
布倫迪歐斯
- 丹麥霍森斯市鎮
- 瑞典卡爾斯塔德市鎮
- 挪威莫斯
- 芬蘭諾基亞

## D
達爾維屈比格茲
- 挪威哈馬爾
- 格陵蘭伊托科爾托米特市鎮（英语：Ittoqqortoormiit Municipality）
- 瑞典隆德市鎮
- 芬蘭波爾沃
- 丹麥維堡市鎮

## F
菲亞扎比格茲
- 丹麥埃斯比約市鎮
- 瑞典埃斯基爾斯蒂納市鎮
- 法國格拉沃利訥
- 芬蘭于韋斯屈萊
- 格陵蘭凱卡塔
- 挪威斯塔万格
- 法羅群島沃格市鎮

弗約茨達爾謝拉茲
- 挪威埃茲沃爾
- 芬蘭拉塞博里
- 法羅群島魯納維克市鎮
- 瑞典斯卡拉市鎮
- 丹麥索勒市鎮

## G
加爾扎拜爾
- 挪威阿斯克爾
- 瑞典埃斯勒夫市鎮
- 芬蘭雅各布斯塔德
- 丹麥魯澤斯代市鎮

格林達維克
- 葡萄牙伊利亞武
- 法國容扎克
- 英國英格蘭佩尼斯通（英语：Penistone）
- 瑞典皮特奧市鎮
- 芬蘭羅瓦涅米
- 波蘭格米納尤涅尤夫（英语：Gmina Uniejów）

格倫達菲厄澤
- 法國潘波勒

## H
哈布納菲厄澤
- 冰島阿克雷里
- 挪威貝魯姆
- 中國保定市
- 德國庫克斯港
- 丹麥腓特烈斯貝市鎮
- 芬蘭海門林納
- 格陵蘭伊盧利薩特
- 愛沙尼亞塔爾圖
- 法羅群島特沃羅伊里市鎮
- 瑞典烏普薩拉市鎮

惠拉蓋爾濟
- 芬蘭艾內科斯基
- 丹麥伊凱斯特-布蘭德市鎮
- 瑞典恩舍爾茲維克市鎮
- 挪威錫格達爾
- 德國塔爾普

## I
伊薩菲亞扎拜爾
- 芬蘭約恩蘇
- 德國考弗靈
- 瑞典林雪平市鎮
- 法羅群島魯納維克市鎮
- 挪威滕斯贝格

## K
科帕沃于爾
- 法羅群島克拉克斯維克市鎮
- 芬蘭奧蘭群島瑪麗港
- 瑞典北雪平市鎮
- 丹麥歐登塞市鎮
- 格陵蘭塞梅索克
- 芬蘭坦佩雷
- 挪威特隆赫姆
- 中國武漢市

## M
莫斯費德斯拜爾
- 芬蘭洛伊馬
- 挪威希恩
- 丹麥齊斯泰茲市鎮
- 瑞典烏德瓦拉市鎮

## N
諾澤辛
- 丹麥奧爾堡市鎮
- 美國東港
- 挪威腓特烈斯塔
- 法羅群島富格拉菲厄澤
- 瑞典卡爾斯庫加市鎮
- 格陵蘭凱凱塔蘇瓦克
- 芬蘭里希邁基

## R
雷恰內斯拜爾
- 芬蘭凱拉瓦
- 瑞典特羅爾海坦市鎮

雷克雅維克
- 烏克蘭利沃夫[21]
- 美國西雅圖
- 立陶宛維爾紐斯
- 加拿大溫尼伯
- 波蘭弗罗茨瓦夫

## S
塞爾蒂亞納內斯
- 芬蘭列托
- 挪威內索登
- 丹麥海萊烏市鎮
- 瑞典赫加奈斯市鎮

塞濟斯菲厄澤已終止所有其他友好城市的連結。
斯卡加菲厄澤
- 芬蘭埃斯波
- 丹麥克厄市鎮
- 挪威孔斯貝格
- 瑞典克里斯蒂安斯塔德市鎮

斯卡加斯特倫
- 芬蘭洛赫亞
- 挪威靈厄里克
- 瑞典韋克舍市鎮

斯奈山鎮
- 法羅群島韋斯特曼納

斯特蘭達比格茲
- 丹麥福堡-中菲英市鎮
- 挪威霍勒
- 芬蘭庫斯塔維
- 瑞典塔努姆市鎮

斯蒂基斯霍爾米
- 挪威德拉門
- 丹麥科靈市鎮
- 芬蘭拉彭蘭塔
- 瑞典厄勒布魯市鎮

## V
韋斯特曼納埃亞爾
- 瑞典博伦厄市镇

韋斯特比格茲已終止所有其他友好城市的連結。